# Viola lilliputana
Víola lilliputána (лат.) — вид травянистых растений рода Фиалка (Viola) семейства Фиалковые (Violaceae). Одно из самых маленьких двудольных растений в мире и одно из самых малых представителей рода Фиалка. Своё название получила в честь лилипутов, героев книги Джонатана Свифта «Путешествия Гулливера». Входит в десять самых замечательных видов 2013 года.

## Открытие
Впервые вид был обнаружен в 1962 году на пуне на западном склоне Анд экспедицией из Висконсинского университета, однако был описан и получил своё название только в 2012 году.

## Описание
Высота растения составляет около 1 см. Прилистники сросшиеся. Листья продолговато-ланцетные.

## Ареал
Эндемик Перу. Известно всего лишь одно местонахождение вида.